# Atta cephalotes

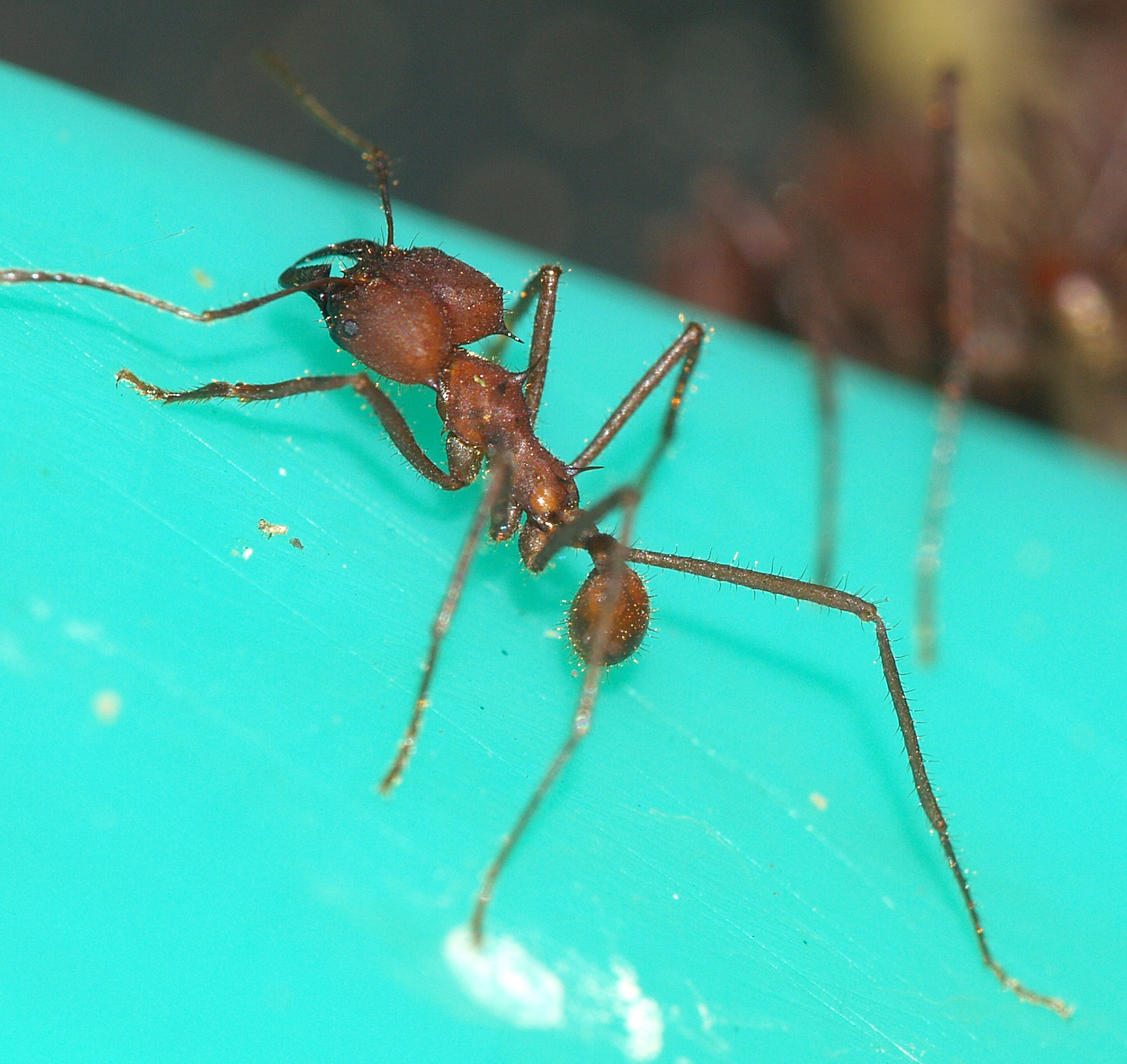
Солдат литореза Atta cephalotes

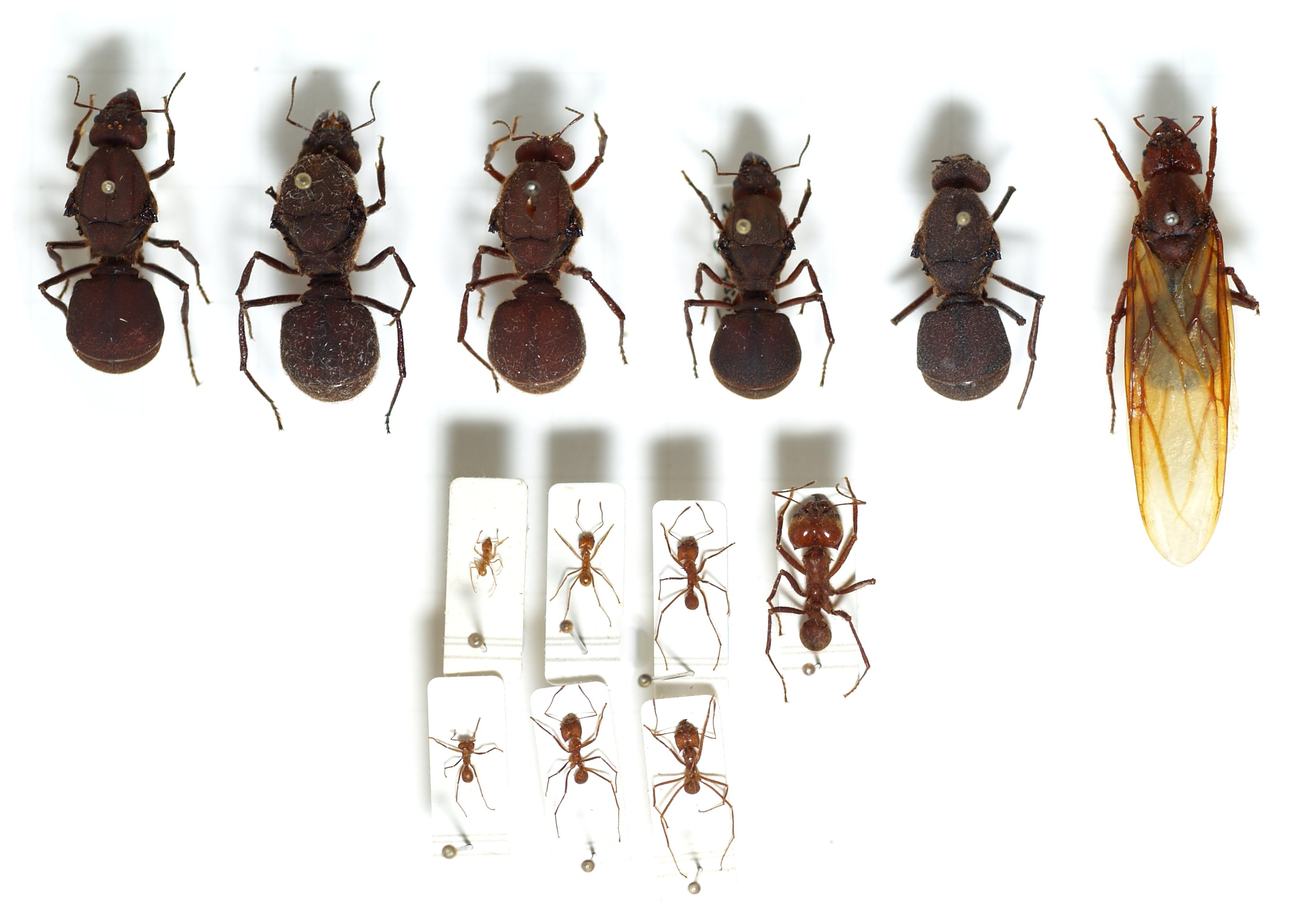
Матки и рабочие муравьи Atta cephalotes

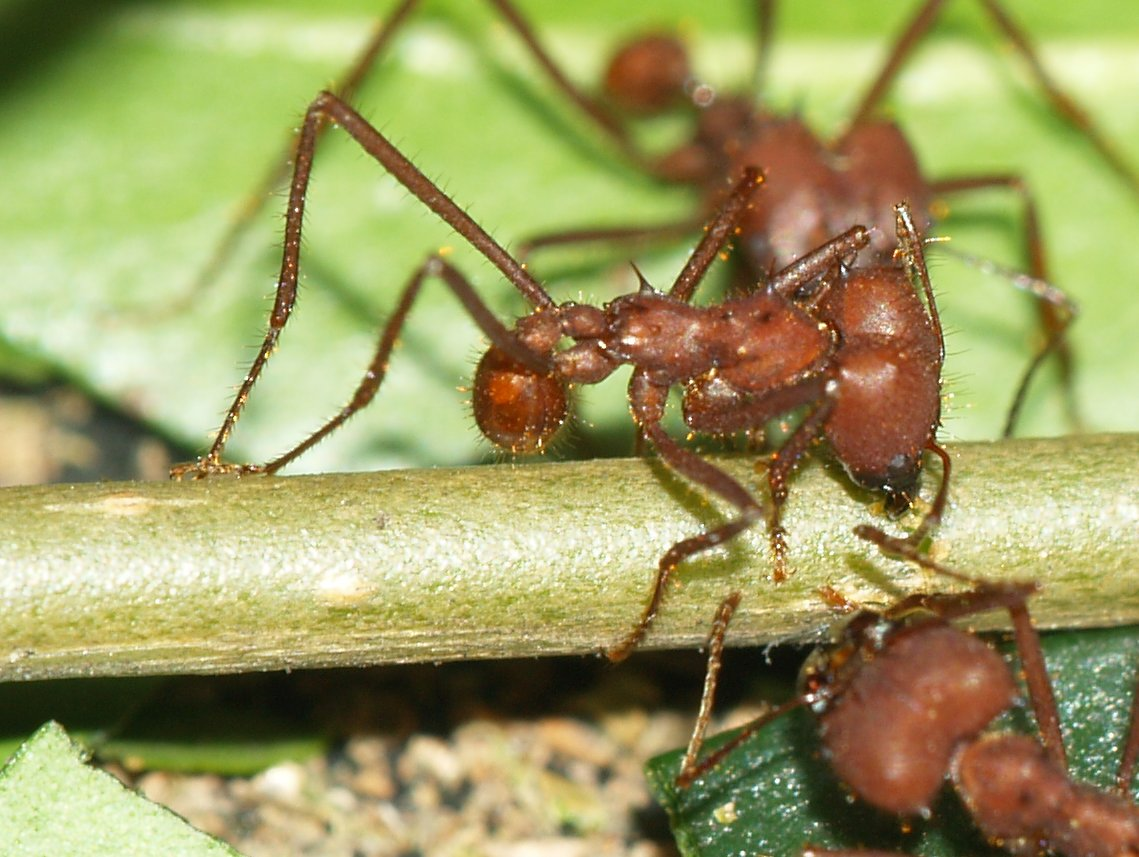
Муравьи Atta cephalotes

Atta cephalotes (лат.) — вид муравьёв-листорезов трибы грибководов Attini из подсемейства Myrmicinae (Formicidae). Один из самых массовых и доминантных видов беспозвоночных тропической Южной и Центральной Америки. Из-за регулярного срезания листьев считается одним из опасных видов-вредителей.

## Распространение
Центральная и Южная Америка. Встречаются от Мексики на севере ареала до Аргентины на юге: Аргентина, Боливия, Бразилия, Венесуэла, Гайана, Гватемала, Коста-Рика, Колумбия, Куба, Мексика, Никарагуа, Панама, Перу, Суринам, Тринидад, Французская Гвиана, Эквадор. Встречаются на высотах от 5 до 1500 м над уровнем моря.

## Описание
Рабочие муравьи красновато-коричневого цвета имеют размер 2—14 мм, самки до 22 мм. Крупные рабочие (солдаты) имеют большую яйцевидную голову с выемкой на затылке.
Имеют огромные подземные муравейники, численность муравьёв в которых достигает нескольких миллионов особей. В странах тропической Южной и Центральной Америки Atta cephalotes является одним из самых массовых и доминантных видов беспозвоночных.
Подсчёты показали, что семьи A. cephalotes содержат в среднем 651 000 муравьёв (Lewis et al. 1974).
На территории своей колонии муравьи-листорезы Atta cephalotes во время фуражировки срезают от 13 до 20 процентов нового растительного подроста ежегодно. Исследования в Гайане показали, что муравьи фуражируют на расстоянии до 60 м от гнезда и срезают листья и цветы у 36 из 72 видов растений, обнаруженных там. Некоторые мелкие рабочие сидят на кусочках листьев, переносимых более крупными листорезами-фуражирами, защищая их от нападения мелких паразитических мух-горбаток (Phoridae). В начале сезона дождей крылатые самки и самцы выходят из гнезда и совершают единственный в своей жизни брачный полёт, в ходе которого спариваются. Самцы после этого погибают, а молодые самки основывают новые колонии. Смертность самок на этом самом первом этапе создания новых семей достигает 90 %.
Дождь может сильно ограничить фуражировку муравьев различными механизмами, влияющими как на самих муравьёв, так и на маневренность нагруженных рабочих, увеличивая вес их груза. В ходе специальных исследований было проанализировано влияние дождя на фуражировку муравьев с листьями. Политые дождём грузы (кусочки листьев) часто падали, хотя муравьи и не были мокрыми, а политые дождевыми каплями муравьи также сбросили свои грузы, даже если их грузы не были влажными. Смоченные листовые кусочки увеличили свой вес на 143 % и были сброшены фуражирами независимо в отношении их площади или симметрии. Полив тропы не повлиял на долю муравьев, которые сбросили свои нагрузки. Экспериментами было показано, что муравьи-фуражиры увеличивают свою скорость на 30 % после экспериментального увеличения относительной влажности и шума капель дождя на листьях у тропы.

## Значение
Вместе с Atta sexdens вид A. cephalotes это один из наиболее важных муравьёв-листорезов из-за его экономического воздействия.
Хотя этот вид и рассматривается в качестве вредителя, его роль в равновесии экосистем Южной и Центральной Америки является ключевой и складывалась в течение миллионов лет коэволюции с грибами, которые они разводят. Активность Atta cephalotes особенно высока на опушках и вырубках.
A. cephalotes повреждают важные сельскохозяйственные культуры, такие как какао, цитрусовые, кофе, хлопок, кукуруза, маниока и другие. Варон (2006) обнаружил, что коста-риканские популяции A. cephalotes имели более высокую плотность на монокультурах кофе (без тенистых деревьев), чем на диверсифицированных и затененных кофейных плантациях. Кроме того, кофе составляет 40 % тканей, собранных муравьями в монокультурах, и только 10 % на диверсифицированных фермах. Та же тенденция была обнаружена в отношении маниоки в Коста-Рике. Blanton и Ewel (1985) сообщили, что более высокое разнообразие растительности связано с уменьшением общего потребления маниоки (площадь листа 71) A. cephalotes. Более того, фитофагия A. cephalotes оказалась в 10 раз выше в монокультурах маниоки в Коста-Рике по сравнению с тремя сложными сукцессионными экосистемами. Одним из объяснений этой разницы является то, что муравьи (очевидно) предпочитают маниоку другим растениям, а уменьшенная плотность маниоки в диверсифицированных системах снижает общий поиск пищи муравьями.
Для защиты деревьев (особенно садовых культур) от Atta cephalotes существует три основные стратегии: a) защита растения от повреждения муравьями с использованием механических барьеров, b) обнаружение муравейников, их разрушение физическими или механическими средствами, и c), использование фуражировочного поведения муравьёв, собирающих отравленные материалы-приманки и приносящих их в свои гнезда.
Для контроля численности муравьёв Atta cephalotes предложено использовать приманки (пшеничные отруби и апельсиновый сок), содержащие энтомопатогенный гриб Metarhizium anisopliae (штамм M-137) или гриб-антагонист Trichoderma viride (штамм T-26). Их эффективность составляет 100 % и 80 % смертности гнёзд муравьёв соответственно, что выше по сравнению с химическими препаратами (обработка пиримифос-метилом даёт до 60 % смертности муравейников).